# Сан-Мартинью-ди-Вила-Фрешкаинья
Сан-Марти́нью-ди-Ви́ла-Фрешкаи́нья (порт. São Martinho de Vila Frescaínha) — населённый пункт и район в Португалии, входит в округ Брага. Является составной частью муниципалитета  Барселуш. Находится в составе крупной городской агломерации Большое Минью. По старому административному делению входил в провинцию Минью. Входит в экономико-статистический  субрегион Каваду, который входит в Северный регион. Население составляет 2219 человек на 2001 год. Занимает площадь 3,86 км².